# Susvim
Suðuroyar Svimjifelag, mer känt under smeknamnet Susvim, är en färöisk simklubb baserad på den färöiska ön Suðuroy som bildades den 6 september 2007. Den mest framstående simmaren som tävlar är Pál Joensen, som sommaren 2010 vann EM-silver på distansen 1500 meter frisim. Klubbens huvudtränare är Jón Bjarnason. Klubben är baserad vid 25-metersbassängen i Vágurs simhall i staden Vágur. Eftersom det inte finns någon 50-metersbassäng på Färöarna, behöver de aktiva i klubben resa utomlands för att träna i en längre bassäng. Det finns dock inom Vágs kommuna planer på att anlägga en 50-metersbassäng i kommunen.

## Aktiva 2010

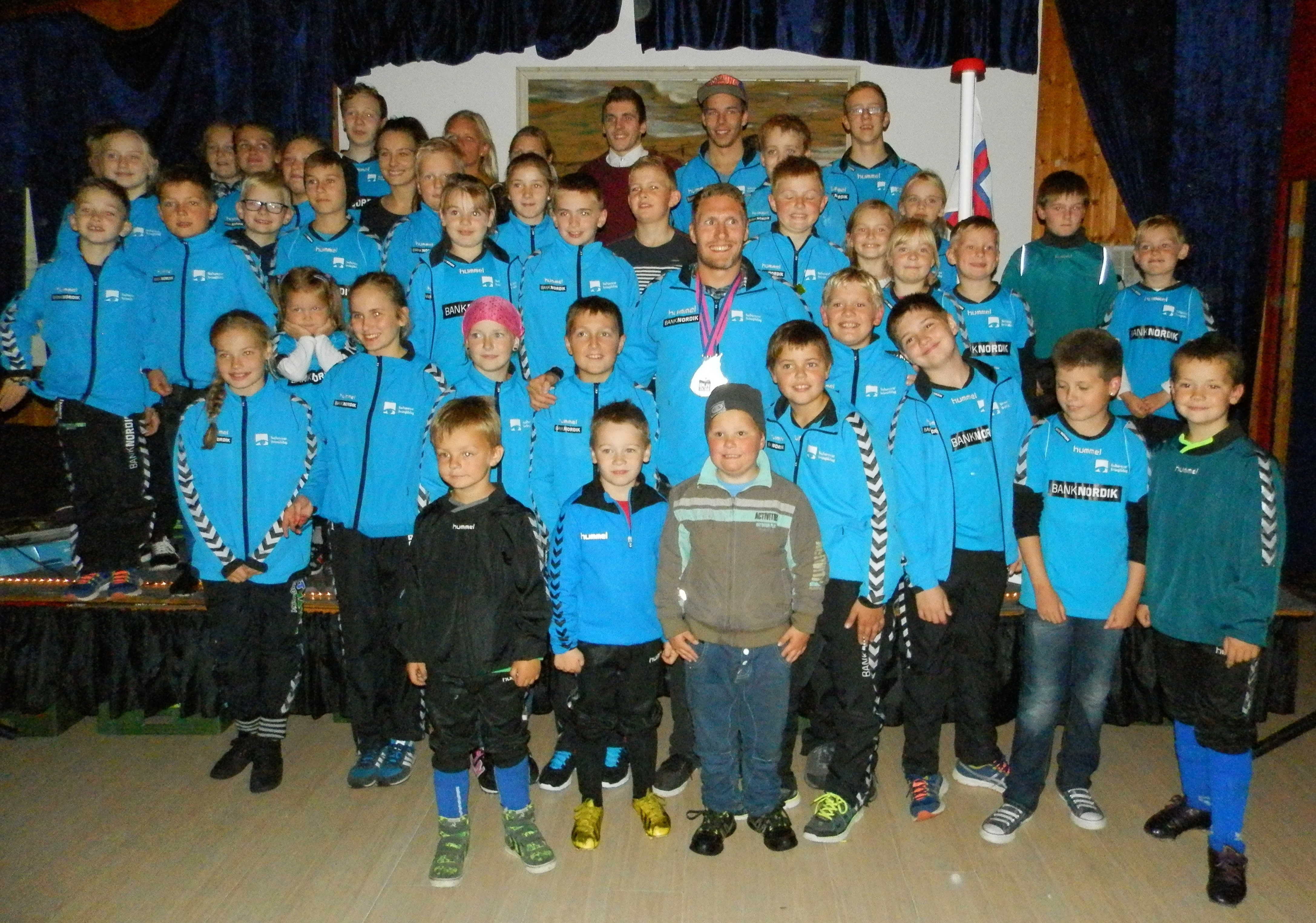
Susvim år 2014 tillsammans med Pál Joensen

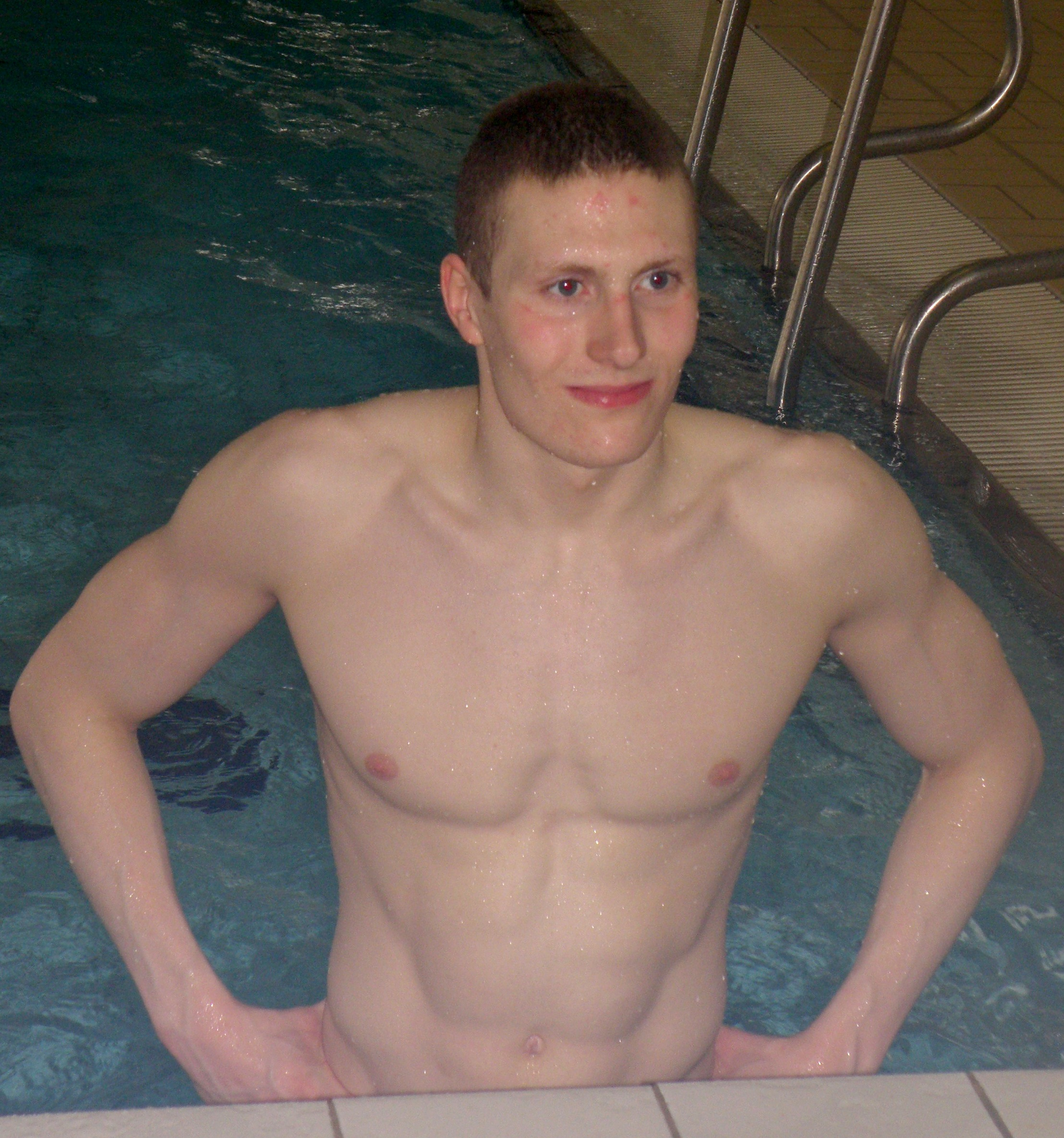
Pál Joensen

### Kvinnor
- Kristina Elin Thomsen
- Tanja Skaalum
- Guðrun Mortensen
- Erna Katrin Olsen
- Hanna R. Nysted
- Helena Strøm Sævarsdóttir
- Sára Müller
- Elisabeth Vitalis Bærendsen
- Malan Vitalis Bærendsen
- Shaila Millum Garðarnar

### Män
- Róland Toftum
- Pætur Leo
- Eyðbjørn Joensen
- Sofus Bech
- Jón Hofgaard
- Pál Joensen
- Dánjal Martin Hofgaard[2]

### Galleri över aktiva och tränare

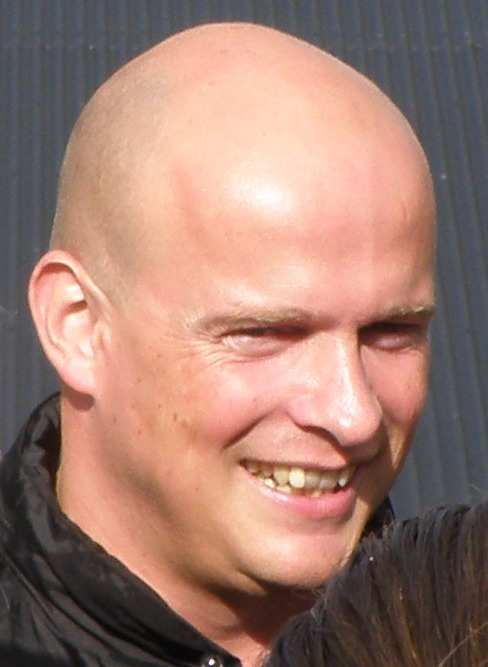
Susvims tränare, Jón Bjarnasson
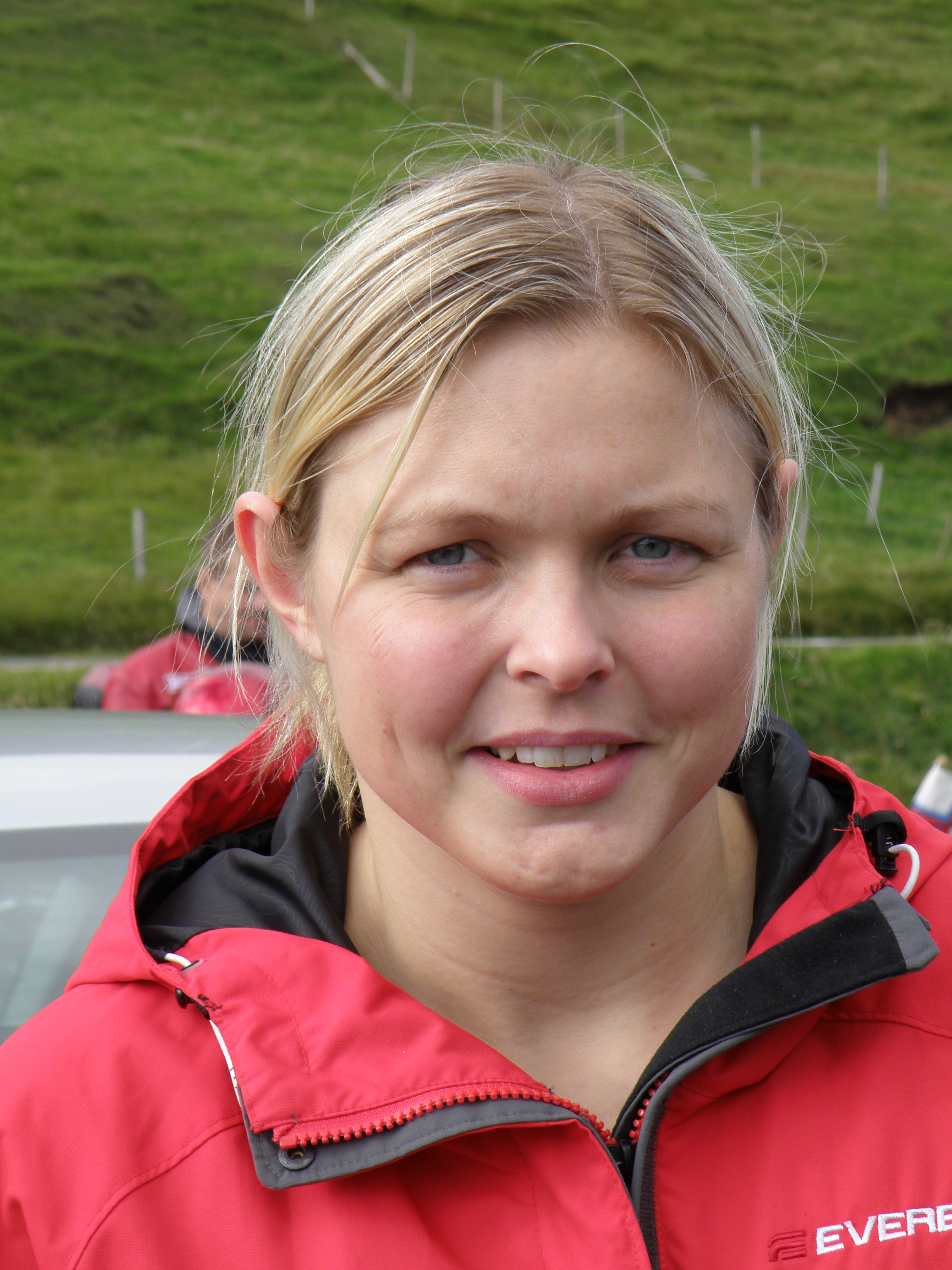
En av Susvims tränare, Shaila Millum Garðarnar
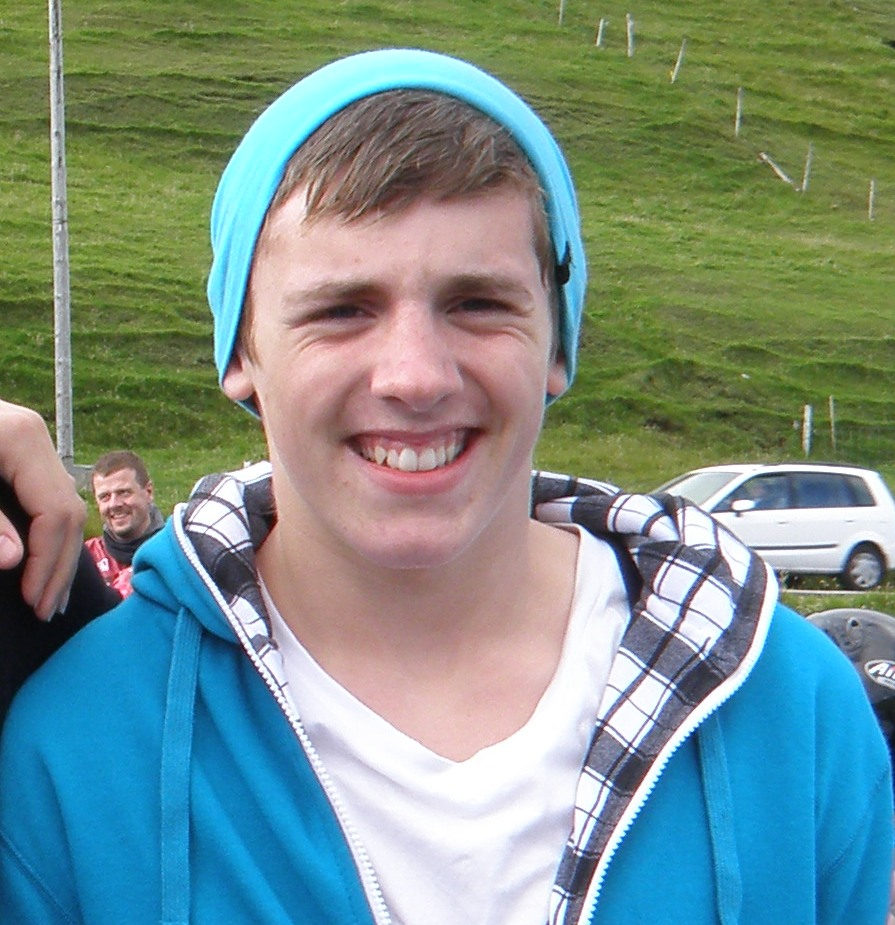
Eyðbjørn Joensen
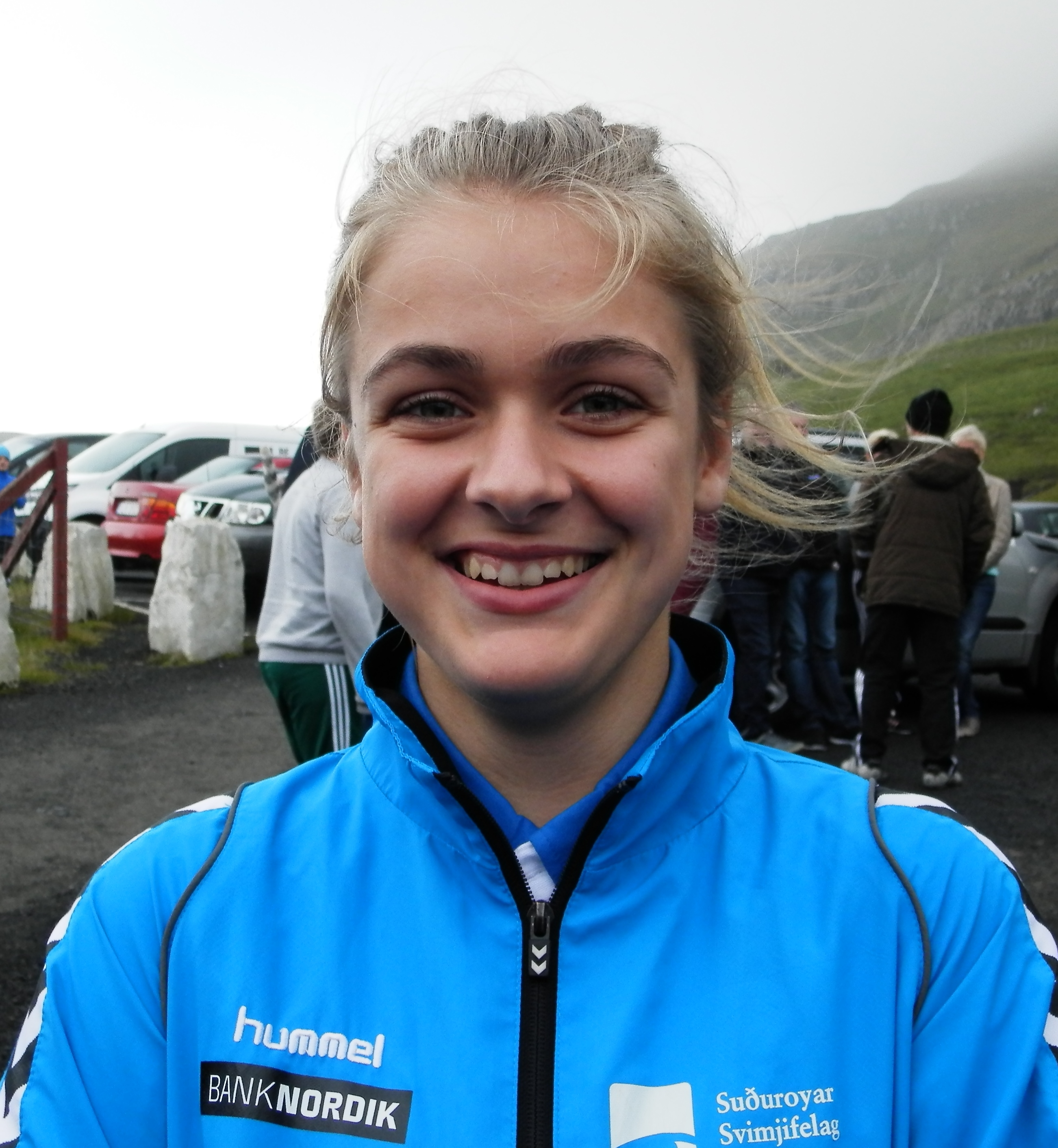
Sára Ryggshamar Nysted, "Årets nya unga talang 2014, kvinnor"
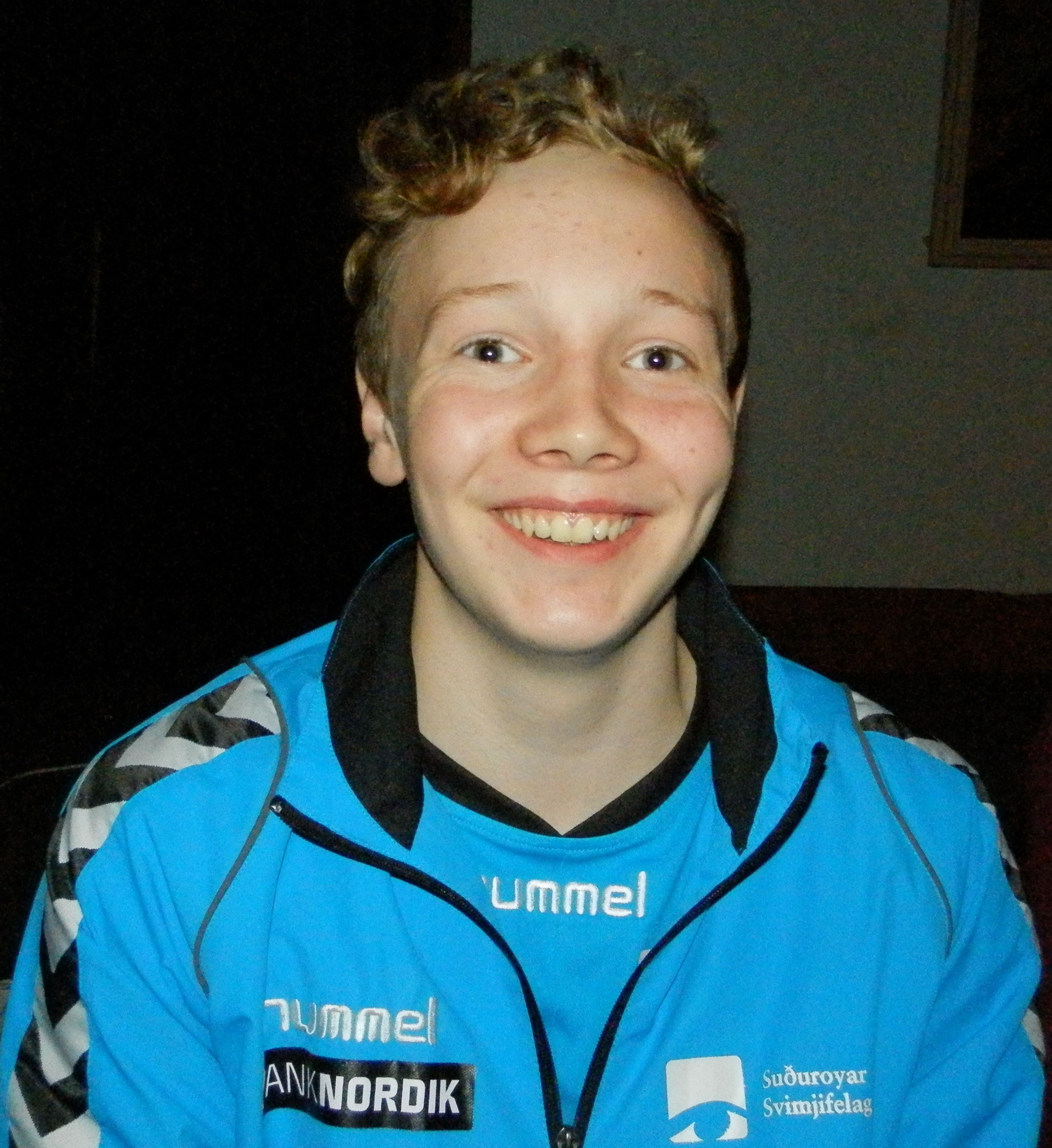
Róland Toftum, "Årets nya unga talang 2014, män"